# Silepse
Silepse é uma figura de construção ou sintática que trata da concordância que acontece não com o que está explícito na frase, mas com o que está mentalmente subentendido, com o que está oculto. É, portanto, uma concordância ideológica, irregular ou figurada, que ocorre com a ideia que o falante quer transmitir. É também chamada de concordância irregular. O termo silepse vem da língua grega e significa “ato de compreender”, “compreensão”.

## Na linguagem
Há três tipos de silepse:

### Silepse de pessoa
"Todos nesta sala somos brasileiros". Nesta frase, o verbo somos não concorda com o sujeito claro Todos, que é da 3ª pessoa, portanto, a concordância "normal" seria "Todos nesta sala são brasileiros". O verbo concorda com a ideia nele implícita. O falante se inclui entre os brasileiros.
Para entender melhor este tipo de concordância, é preciso recordar uma regra que diz: Quando o sujeito for composto de pessoas diferentes (eu, tu, ele), do qual faça parte o EU, o verbo vai para a 1ª pessoa do plural. Exemplo: "Tu, ele e eu fomos ao cinema ontem".
Logo, no exemplo acima, a ideia subentendida é o EU, que representa a pessoa que fala. Esse recurso é muito usado em textos argumentativos, quando o autor quer se incluir na frase.
Este tipo de construção é constantemente utilizado na publicação de decretos, como em: O Presidente da República faço saber que o Congresso Nacional decreta e eu sanciono a seguinte Lei (...)

### Silepse de número
"O brasileiro é bravo e forte. Não fogem da luta".
O verbo fugir – fogem – não concorda com o sujeito o brasileiro, e sim com o que ele representa: os brasileiros.
Observação: Estamos ciente. Nesta frase, o sujeito é da primeira pessoa do plural (nós) e o predicativo é usado no singular, porque se trata de uma pessoa. É o que se chama de “plural de modéstia”. Em vez de o verbo ser empregado na 1ª pessoa do singular, é usado na 1ª pessoa do plural. Muito empregado por escritores e oradores, principalmente políticos, para evitar o tom individualista no discurso, expressando uma fala coletiva.

### Silepse de gênero
"Rio de Janeiro é linda. Vista daqui parece o paraíso".
Nesse caso, os adjetivos linda e vista não concordam com o substantivo Rio de Janeiro, mas com a palavra cidade. Este tipo de silepse ocorre principalmente com:
- Pronomes de tratamento: Vossa Senhoria foi taxativo em seu discurso.

Subentende-se neste exemplo que a pessoa representada pelo pronome Vossa Senhoria é do sexo masculino.
- Com nomes de cidades: São Paulo está muito poluída.

O adjetivo poluída concorda com cidade, que está subentendida.
- Com a expressão “a gente”: A gente é novo ainda.

O adjetivo novo não concorda com a gente, levando a entender que o falante é do sexo masculino.
A silepse é muito empregada na linguagem coloquial, mas grandes escritores também a utilizaram em suas obras. Eis alguns exemplos:
“Sobre a triste Ouro Preto o ouro dos astros chove.” – Olavo Bilac. “Nuvens baixas e grossas ocultavam Ilhéus, vista dali em mar grande e livre.” – Adonias Filho. “A certa altura, a gente tem que estar cansado.” – Fernando Pessoa. “Corria gente de todos os lados, e gritavam.” – Mário Barreto. “O casal de patos nada disse, pois a voz das ipecas é só um sopro. Mas espadanaram, ruflaram e voaram embora.” – Guimarães Rosa. “Aliás todos os sertanejos somos assim.” – Raquel de Queirós. “Ficamos por aqui, insatisfeitos, os seus amigos.” – Carlos Drummond de Andrade. “Dizem que os cariocas somos pouco dados aos jardins públicos” – Machado de Assis. “Esta gente já terá vindo? Parece que não. Saíram há um bom pedaço.” - Machado de Assis. “E os dois, ali no quarto, picamos em mil pedaços as trezentas páginas do livro.” - Paulo Setúbal.
Obs: desgastada pelo uso, a silepse não representa recurso expressivo da língua portuguesa, pelo menos no Brasil.
Quando a gente é novo, gosta de fazer bonito.” (Guimarães Rosa)
Neste período, o escritor usou o adjetivo “novo” concordando com o sexo da pessoa que fala (masculino) e não com a palavra gente (feminino). Este é um exemplo de silepse, figura de sintaxe ou construção que se caracteriza por concordar com a ideia que se quer transmitir, não com os termos que aparecem na oração.

## Em botânica
Em botânica crescimento siléptico diz respeito ao tipo de crescimento em que os meristemas se ativam tão pronto se formam, sem entrar em período de dormência.